# Риђи скелар
Риђи скелар (лат. Ochlodes sylvanus) лептир је који спада у породицу скелара (лат. Hesperiidae). Најчешћи је скелар у Србији, уочљив по боји и шарама. Може се препознати и по антенама које се завршавају кукицама. Среће се на различитим стаништима у целој Европи.

## Распрострањење и станиште
Риђи скелар је широко распрострањена врста у већем делу Европе. Нема га у Ирској и медитеранским острвима: Сицилија и Крф.
Насељава сунчана, травната подручија уз руб шуме. Најчешће су то подручија са спорадичним дрвећем и жбуњем, као што је Rubus fruticosus (купина). Већина станишта су влажна и често садрже обиље папрати, посебно бујад (Pteridium aquilinum).

## Опис
има распон крила 28–32 mm. Тело је здепасто. Антене на врху имају кукице. Горња страна крила је наранџасто-смеђа са смеђом линијом и неколико светлијих тачкица. Доња страна задњих крила је зеленкастожута, са неколико жутих тачака. Мужјаци имају широку тамну линију на горњој страни предњих крила. На задњим крилима женки налазе се светлије коцкасте шаре. 
Гусеница овог лептира може достићи дужину и до 28 mm. Има црно-смеђу главу и плавичасто зелено тело са тамном линијом дуж дорзалне стране као и латерално позициониране жуте пруге.
- Ochlodes sylvanus ♂

## Животни циклус и биљке хранитељке
Јаја полежу на наличје листа траве. Ларве се хране унутар цеви коју формирају савијањем ивица листа траве. Након четвртог пресвлачења ларва формира цев у којој хибернира. На пролеће, ларве настављају да се хране, при чему ларвални стадијум може да траје око 330 дана.
Основне биљке хранитељке ларве су: Dactylis glomerata, Brachypodium sylvaticum, Molinia caerulea, Brachypodium pinnatum, Calamagrostis epigejoss.
Као многи други скелари, мужјаци ове врсте смењују патролирање и храњење.
Типично бораве на осунчаним местима. Оба се пола хране нектаром, често се могу наћи на цвету купине и чкаља. Полагање јаја се углавном врши током раног јутра.

## Сезона лета
Генерално су униволтне (јун/август), а биволтне у Шпанији (мај, јун, јул и август). У Србији лете од краја априла до новембра.